# Eugen Schmidt
Eugen Stahl Schmidt (Copenaghen, 17 febbraio 1862 – Aalborg, 7 ottobre 1931) è stato un tiratore di fune, tiratore a segno e velocista danese.

## Carriera
Partecipò alle prime Olimpiadi moderne che si svolsero ad Atene, nei 100 metri piani, classificandosi quarto nelle batterie preliminari, e nella carabina militare, piazzandosi dodicesimo con un punteggio di 845.
Prese parte ai Giochi della II Olimpiade, vincendo, con una squadra mista di danesi e svedesi, la medaglia d'oro nel tiro alla fune.